# Microregione di Itaguara
Itaguara è una microregione del Minas Gerais in Brasile, appartenente alla mesoregione di Metropolitana di Belo Horizonte.

## Comuni
È suddivisa in 9 comuni:
- Belo Vale
- Bonfim
- Crucilândia
- Itaguara
- Itatiaiuçu
- Jeceaba
- Moeda
- Piedade dos Gerais
- Rio Manso